# Vibrissaphora
Vibrissaphora é um género de anfíbios da família Megophryidae.

## Espécies
- Vibrissaphora ailaonica
- Vibrissaphora boringii
- Vibrissaphora echinata
- Vibrissaphora leishanensis
- Vibrissaphora liui